# Shelley Jensen
Shelley Jensen er en amerikansk tv-instruktør og producer.
Han har instrueret episoder for en række bemærkelsesværdige tv-serier:
- The Fresh Prince of Bel-Air
- Venner
- Amen
- What I Like About You
- The Drew Carey Show
- Webster
- The Suite Life on Deck
- Sonny with a Chance
- I'm in the Band
- Good Luck Charlie
- Austin & Ally

Jensen vandt en Daytime Emmy Award i 1996 for sit instruktør-arbejde i Disney Channel's Adventures in Wonderland sammen David Grossman og Gary Halvorson.